# Piragüismo en los Juegos Europeos de Cracovia 2023
El piragüismo en los III Juegos Europeos se realizó en dos sedes: el piragüismo en aguas tranquilas en el canal Kryspinów de Cracovia (Polonia), del 21 al 24 de junio y el piragüismo en eslalon en el Centro Deportivo Kolna de Cracovia (Polonia), del 21 al 24 de junio de 2023.
En total fueron disputadas en este deporte 26 pruebas diferentes: 16 en aguas tranquilas y 10 en eslalon.

## Medallistas de aguas tranquilas

### Masculino
| Evento                 | Oro                                                                                              | Plata                                                                             | Bronce                                                                                       |
| ---------------------- | ------------------------------------------------------------------------------------------------ | --------------------------------------------------------------------------------- | -------------------------------------------------------------------------------------------- |
| K1 200 m (23 de junio) | Messias Baptista · Portugal · 36,845                                                             | Petter Menning · Suecia · 37,1179                                                 | Roberts Akmens · Letonia · 37,189                                                            |
| K1 500 m (24 de junio) | Ádám Varga · Hungría · 1:36,212                                                                  | Fernando Pimenta · Portugal · 1:37,358                                            | Marko Dragosavljević · Serbia · 1:37,806                                                     |
| K2 500 m (22 de junio) | Oleh Kujaryk · Ihor Trunov · Ucrania · 1:28,928                                                  | Felix Frank · Martin Hiller · Alemania · 1:29,825                                 | Ervin Holpert · Marko Dragosavljević · Serbia · 1:29,855                                     |
| K4 500 m (23 de junio) | Carlos Arévalo López · Rodrigo Germade · Saúl Craviotto · Marcus Cooper Walz · España · 1:19,964 | Dmytro Danylenko · Oleh Kujaryk · Ivan Semykin · Ihor Trunov · Ucrania · 1:20,500 | Anđelo Džombeta · Marko Novaković · Vladimir Torubarov · Stefan Vrdoljak · Serbia · 1:20,800 |
| C1 200 m (23 de junio) | Henrikas Žustautas · Lituania · 39,700                                                           | Zaza Nadiradze · Georgia · 39,796                                                 | Pablo Graña Alonso · España · 39,852                                                         |
| C1 500 m (24 de junio) | Martin Fuksa · República Checa · 1:45,462                                                        | Cătălin Chirilă · Rumania · 1:46,340                                              | Serghei Tarnovschi · Moldavia · 1:46,460                                                     |
| C2 500 m (22 de junio) | Gabriele Casadei · Carlo Tacchini · Italia · 1:40,168                                            | Cayetano García · Pablo Martínez Estévez · España · 1:40,513                      | Aleksander Kitewski · Norman Zezula · Polonia · 1:40,553                                     |

### Femenino
| Evento                 | Oro                                                                                  | Plata                                                                              | Bronce                                                                                          |
| ---------------------- | ------------------------------------------------------------------------------------ | ---------------------------------------------------------------------------------- | ----------------------------------------------------------------------------------------------- |
| K1 200 m (23 de junio) | Emma Jørgensen · Dinamarca · 40,106                                                  | Milica Novaković · Serbia · 41,006                                                 | Francisca Laia · Portugal · 41,058                                                              |
| K1 500 m (24 de junio) | Emma Jørgensen · Dinamarca · 1:49,494                                                | Alida Gazsó · Hungría · 1:49,642                                                   | Milica Novaković · Serbia · 1:50,892                                                            |
| K2 500 m (23 de junio) | Karolina Naja · Anna Puławska · Polonia · 1:40,952                                   | Emma Jørgensen · Frederikke Matthiesen · Dinamarca · 1:41,342                      | Alida Gazsó · Tamara Csipes · Hungría · 1:42,538                                                |
| K4 500 m (22 de junio) | Adrianna Kąkol · Karolina Naja · Anna Puławska · Dominika Putto · Polonia · 1:31,701 | Jule Hake · Katinka Hofmann · Paulina Paszek · Lena Röhlings · Alemania · 1:32,619 | Bolette Iversen · Katrine Jensen · Frederikke Matthiesen · Sara Milthers · Dinamarca · 1:33,656 |
| C1 200 m (23 de junio) | Dorota Borowska · Polonia · 46,653                                                   | Liudmyla Luzan · Ucrania · 46,937                                                  | María Corbera Muñoz · España · 47,441                                                           |
| C1 500 m (24 de junio) | Liudmyla Luzan · Ucrania · 2:02,920                                                  | María Corbera Muñoz · España · 2:03,990                                            | Ágnes Kiss · Hungría · 2:04,576                                                                 |
| C2 500 m (22 de junio) | Liudmyla Luzan · Valeriya Tereta · Ucrania · 1:58,233                                | Antía Jácome · María Corbera Muñoz · España · 1:58,506                             | Giada Bragato · Bianka Nagy · Hungría · 1:59,163                                                |

### Mixto
| Evento                 | Oro                                                 | Plata                                                        | Bronce                                           |
| ---------------------- | --------------------------------------------------- | ------------------------------------------------------------ | ------------------------------------------------ |
| K2 200 m (24 de junio) | Kevin Santos · Teresa Portela · Portugal · 34,260   | Magnus Sibbersen · Emma Jørgensen · Dinamarca · 34,572       | Jacob Schopf · Lena Röhlings · Alemania · 34,700 |
| C2 200 m (24 de junio) | Pablo Graña Alonso · Antía Jácome · España · 39,413 | Aleksander Kitewski · Sylwia Szczerbińska · Polonia · 40,601 | Nico Pickert · Annika Loske · Alemania · 40,697  |

### Medallero
| Núm. | País            | Oro | Plata | Bronce | Total |
| ---- | --------------- | --- | ----- | ------ | ----- |
| 1    | Ucrania         | 3   | 2     | 0      | 5     |
| 2    | Polonia         | 3   | 1     | 1      | 5     |
| 3    | España          | 2   | 3     | 2      | 7     |
| 4    | Dinamarca       | 2   | 2     | 1      | 5     |
| 5    | Portugal        | 2   | 1     | 1      | 4     |
| 6    | Hungría         | 1   | 1     | 3      | 5     |
| 7    | Italia          | 1   | 0     | 0      | 1     |
| 7    | Lituania        | 1   | 0     | 0      | 1     |
| 7    | República Checa | 1   | 0     | 0      | 1     |
| 10   | Alemania        | 0   | 2     | 2      | 4     |
| 11   | Serbia          | 0   | 1     | 4      | 5     |
| 12   | Georgia         | 0   | 1     | 0      | 1     |
| 12   | Rumania         | 0   | 1     | 0      | 1     |
| 12   | Suecia          | 0   | 1     | 0      | 1     |
| 15   | Letonia         | 0   | 0     | 1      | 1     |
| 15   | Moldavia        | 0   | 0     | 1      | 1     |
|      | TOTAL           | 16  | 16    | 16     | 48    |

## Medallistas de eslalon

### Masculino
| Evento                       | Oro                                                               | Plata                                                                        | Bronce                                                             |
| ---------------------------- | ----------------------------------------------------------------- | ---------------------------------------------------------------------------- | ------------------------------------------------------------------ |
| K1 individual (1 de julio)   | Jiří Prskavec · República Checa · 88,21 pts.                      | Martin Dougoud · Suiza · 89,60 pts.                                          | Joseph Clarke · Reino Unido · 89,80 pts.                           |
| K1 por equipos (29 de junio) | Pau Echaniz · David Llorente · Miquel Travé · España · 97,04      | Dariusz Popiela · Michał Pasiut · Mateusz Polaczyk · Polonia · 96,48         | Titouan Castryck · Boris Neveu · Benjamin Renia · Francia · 101,58 |
| K1 cross (2 de julio)        | Ondřej Tunka · República Checa                                    | Felix Oschmautz · Austria                                                    | Vít Přindiš · República Checa                                      |
| C1 individual (2 de julio)   | Ryan Westley · Reino Unido · 94,01                                | Miquel Travé · España · 95,16                                                | Václav Chaloupka · República Checa · 96,10                         |
| C1 por equipos (30 de junio) | Franz Anton · Sideris Tasiadis · Timo Trummer · Alemania · 101,69 | Alexander Slafkovský · Marko Mirgorodský · Matej Beňuš · Eslovaquia · 105,60 | Adam Burgess · James Kettle · Ryan Westley · Reino Unido · 107,84  |

### Femenino
| Evento                       | Oro                                                                             | Plata                                                                              | Bronce                                                      |
| ---------------------------- | ------------------------------------------------------------------------------- | ---------------------------------------------------------------------------------- | ----------------------------------------------------------- |
| K1 individual (1 de julio)   | Ricarda Funk · Alemania · 99,09 pts.                                            | Klaudia Zwolińska · Polonia · 101,06 pts.                                          | Tereza Fišerová · República Checa · 102,34 pts.             |
| K1 por equipos (29 de junio) | Marjorie Delassus · Camille Prigent · Emma Vuitton · Francia · 108,87           | Tereza Fišerová · Amálie Hilgertová · Antonie Galušková · República Checa · 111,75 | Ricarda Funk · Elena Lilik · Emily Apel · Alemania · 113,17 |
| K1 cross (2 de julio)        | Viktoriya Us · Ucrania                                                          | Ricarda Funk · Alemania                                                            | Stefanie Horn · Italia                                      |
| C1 individual (2 de julio)   | Elena Lilik · Alemania · 109,67                                                 | Klaudia Zwolińska · Polonia · 110,29                                               | Mallory Franklin · Reino Unido · 113,63                     |
| C1 por equipos (30 de junio) | Tereza Fišerová · Tereza Kneblová · Gabriela Satková · República Checa · 117,54 | Mallory Franklin · Sophie Ogilvie · Kimberley Woods · Reino Unido · 120,34         | Andrea Herzog · Elena Lilik · Nele Bayn · Alemania · 121,60 |

### Medallero
| Núm. | País            | Oro | Plata | Bronce | Total |
| ---- | --------------- | --- | ----- | ------ | ----- |
| 1    | República Checa | 3   | 1     | 3      | 7     |
| 2    | Alemania        | 3   | 1     | 2      | 6     |
| 3    | Reino Unido     | 1   | 1     | 3      | 5     |
| 4    | España          | 1   | 1     | 0      | 2     |
| 5    | Francia         | 1   | 0     | 1      | 2     |
| 6    | Ucrania         | 1   | 0     | 0      | 1     |
| 7    | Polonia         | 0   | 3     | 0      | 3     |
| 8    | Austria         | 0   | 1     | 0      | 1     |
| 8    | Eslovaquia      | 0   | 1     | 0      | 1     |
| 8    | Suiza           | 0   | 1     | 0      | 1     |
| 11   | Italia          | 0   | 0     | 1      | 1     |
|      | TOTAL           | 10  | 10    | 10     | 30    |

## Medallero total
| Núm. | País            | Oro | Plata | Bronce | Total |
| ---- | --------------- | --- | ----- | ------ | ----- |
| 1    | Ucrania         | 4   | 2     | 0      | 6     |
| 2    | República Checa | 4   | 1     | 3      | 8     |
| 3    | España          | 3   | 4     | 2      | 9     |
| 4    | Polonia         | 3   | 4     | 1      | 8     |
| 5    | Alemania        | 3   | 3     | 4      | 10    |
| 6    | Dinamarca       | 2   | 2     | 1      | 5     |
| 7    | Portugal        | 2   | 1     | 1      | 4     |
| 8    | Hungría         | 1   | 1     | 3      | 5     |
| 8    | Reino Unido     | 1   | 1     | 3      | 5     |
| 10   | Italia          | 1   | 0     | 1      | 2     |
| 10   | Francia         | 1   | 0     | 1      | 2     |
| 12   | Lituania        | 1   | 0     | 0      | 1     |
| 13   | Serbia          | 0   | 1     | 4      | 5     |
| 14   | Austria         | 0   | 1     | 0      | 1     |
| 14   | Eslovaquia      | 0   | 1     | 0      | 1     |
| 14   | Georgia         | 0   | 1     | 0      | 1     |
| 14   | Rumania         | 0   | 1     | 0      | 1     |
| 14   | Suecia          | 0   | 1     | 0      | 1     |
| 14   | Suiza           | 0   | 1     | 0      | 1     |
| 20   | Letonia         | 0   | 0     | 1      | 1     |
| 20   | Moldavia        | 0   | 0     | 1      | 1     |
|      | TOTAL           | 26  | 26    | 26     | 78    |